# 莫门海姆
莫门海姆是德国莱茵兰-普法尔茨州的一个市镇。总面积7.78平方公里，总人口3050人，其中男性1482人，女性1568人（2011年12月31日），人口密度392人/平方公里。